# Daniel Ezra
Daniel Ezra (né le 15 décembre 1993) est un acteur anglais, connu pour son rôle de Spencer James dans la série américaine All American.

## Biographie
Daniel Ezra est né et a grandi à Birmingham, en Angleterre. Son père et sa mère sont originaires de Jamaïque. En grandissant, il est devenu fan d'Harry Potter, des livres de Philip Pullman, et d'autres œuvres de l'univers du fantastique, comme le Seigneur des Anneaux. Il a joué au basketball toute son enfance, mais a arrêté le sport quand il a commencé sa carrière d'acteur.

## Carrière
Ezra n'était pas intéressé par le métier d'acteur avant d'avoir 18 ans. Il a d'abord commencé au théatre, en jouant dans Roméo et Juliette et dans La Nuit des rois dans le rôle de Sebastian et a d'ailleurs été nommé pour un Prix Ian Charleson, récompensant les performances théâtrales des acteurs de moins de 30 ans.

Il a fait ses premiers pas à la télévision en 2014, en faisant des apparitions dans les séries The Village, Les Enquêtes de Vera et No Offence en 2015, ainsi que Prey en 2016.
En 2016, il joue le rôle de Dan Johnson au côté de Sophie Okonedo dans la mini-série dramatique anglaise Undercover, dans laquelle il interprète le fils du personnage principal.
En 2018, Daniel Ezra obtient un rôle récurrent dans la série fantastique britannique A Discovery of Witches. Ce fut un challenge pour lui, car il ne s'attendait pas à jouer un rôle dans un univers fantastique un jour. Ce fut un challenge, car il n'avait interprété des rôles que dans des séries dramatiques ou modernes.
En mars 2018, Ezra obtient le rôle principal de la série dramatique All American, qui marque le début de sa carrière d'acteur aux Etats-Unis. Il devra d'ailleurs s'entraîner à prendre un accent américain pour ce rôle,,.
Après avoir obtenu le rôle, Daniel Ezra a passé du temps à Los Angeles, pour apprendre l'accent et se renseigner sur la culture locale. Son rapper préféré, Nipsey Hussle a vécu à Crenshaw, quartier de Los Angeles dans lequel se déroule une partie de la série et d'où son personnage Spencer James est originaire. Daniel a donc étudié les chansons et les interviews de Nipsey Hussle pour s'entraîner avec l'accent américain. Contrairement à certains acteurs, il n'a pas fait appel à un coach pour améliorer son accent, et a préféré travailler seul. Comme pour son rôle dans A Discovery of Witches, ce fut un challenge pour lui de s'imprégner de la culture et du football américain, en plus de son travail sur son accent.
Daniel Ezra a commencé a commencé à comprendre que le show devenait populaire quand il a été reconnu par de nombreux fans alors qu'il se promenait à Times Square.

## Filmographie
| Année        | Titre                    | Rôle             | Notes                         |
| ------------ | ------------------------ | ---------------- | ----------------------------- |
| 2014         | Murdered by My Boyfriend | Joseph           | Téléfilm                      |
| 2014         | The Village              | Ghana Jones      | Episode: "2.1"                |
| 2014         | Precipice Hours          | Tim              |                               |
| 2014         | Blood Cells              | Thom             |                               |
| 2015         | Les Enquêtes de Vera     | Cameron Thorne   | Episode : "Les liens du sang" |
| 2015         | No Offence               | Ajamu            | Episode : "1.6"               |
| 2016         | Prey                     | Alan Gill        | 2 épisodes                    |
| 2016         | Undercover               | Dan Johnson      | 6 épisodes                    |
| 2016         | The Missing              | Daniel Reed      | 5 épisodes                    |
| 2017         | Prime Suspect 1973       | DC Ashton        | 6 episodes                    |
| 2017         | La Nuit des rois         | Sebastian        |                               |
| 2018         | A Discovery of Witches   | Nathaniel Wilson | 5 épisodes                    |
| 2018–présent | All American             | Spencer James    | Rôle principal                |

- 2025 : The Running Man d'Edgar Wright